# Берналь Хименес, Мигель
Хосе́ Игна́сио Миге́ль Хулиа́н Берна́ль Химе́нес (исп. José Ignacio Miguel Julián Bernal Jiménez; 16 февраля 1910, Морелия, Мексика — 26 июля 1956, Леон-де-лос-Альдама, Мексика) — мексиканский композитор, дирижёр, органист, музыковед и педагог.

## Биография
Первоначальное музыкальное образование получил на родине у Фелипе Агилеры Руиса и Игнасио Миеры-и-Арриаги, продолжив его в Италии, став доктором композиции. В 1933 году вернулся в Мексику и возглавил высшую музыкальную школу[какую?], которой руководил около 20 лет. Автор многих публикаций. В частности одним из первых начал выпуск периодического издания[какого?][в какой стране?], посвященного музыке. В 1945 году стал директором консерватории[какой?]. В 1945—1946 годах совершил тур по США и Канаде, где выступил с серией концертов на органе. Регулярно печатался в своём еженедельнике.
Представитель национального направления в мексиканской музыке. Писал культовую музыку и музыку к кинофильмам.

## Сочинения
- опера «Тата Васко» (на исторический сюжет, Пацкуаро, 1941)
- балет «Рождество в Пацкуаро» (на сюжет индейской легенды, Мехико, 1943)
- балет «Тимгамбато» (на сюжет индейской легенды, Мехико, 1943)
- симфоническая поэма «Ночь в Морелии» (1941)
- симфоническая поэма «Мексика» (1946)
- симфоническая поэма «Три письма из Мексики» (1949)
- струнный квартет
- концертино для органа и оркестра «Retablo Medieval» (1949)